# Shammi Kapoor
Pour les articles homonymes, voir Kapoor.
Shammi Kapoor (hindi : शम्मी कपूर, ourdou : شمّی کپُور), né le 21 octobre 1931 et décédé le 14 aout 2011, est un acteur et réalisateur indien qui a connu ses plus grands succès dans les années 1950 et 60. Membre de la prestigieuse dynastie Kapoor fondée par son père, il est le frère de l'acteur et réalisateur Raj Kapoor et de l'acteur Shashi Kapoor.

## Filmographie
- Jeevan Jyoti (1953)
- Rail Ka Dibba (1953)
- Thokar (1953)
- Laila Majnu (1953)
- Ladki (1953)
- Gul Sanobar (1953)
- Shama Parwana (1954)
- Mehbooba (1954)
- Ehsan (1954)
- Chor Bazar (1954)
- Tangewali (1955)
- Naqab (1955)
- Miss Coca Cola (1955)
- Daku (1955)
- Sipahsalar (1956)
- Rangeen Raatein (1956)
- Memsahib (1956)
- Hum Sab Chor Hain (1956)
- Tumsa Nahin Dekha (1957)
- Mujrim (1958)
- Dil Deke Dekho (1958)
- Ujala (1959)
- Basant (1960)
- Singapore (1960)
- Boyfriend (1961)
- Junglee (1961)
- Professor (1962)
- China Town (1962)
- Pyaar Kiya To Darna Kya (1963)
- Rajkumar (1964)
- Kashmir Ki Kali (1964)
- Janwar (1965)
- Teesri Manzil (1966)
- An Evening in Paris (1967)
- Brahmachari (1968)
- Prince (1969)
- Manoranjan (1974)
- Chhote Sarkar (1974)
- Rocky (1981)
- Prem Rog (1982)
- Vidhata (1982)
- Hero (1983)
- Betaab (1983)
- Sohni Mahiwal (1984)
- Ijaazat (1988)
- Ajooba (1991)
- Aur Pyar Ho Gaya (1996)
- Kareeb (1998)
- Jaanam Samjha Karo (1999)
- East Is East (1999)
- Waah! Tera Kya Kehna (2002)
- Bhola in Bollywood (2005)
- Sandwich (2006)
- Rockstar (2011)

## Distinctions
- 1968 - Filmfare Award du meilleur acteur pour Brahmachari
- 1982 - Filmfare Award du meilleur acteur dans un second rôle pour Vidhata
- 1995 - Filmfare Award d'honneur
- 2001 - Star Screen Awards Lifetime Achievement Award